# Новоаврамовка (Хорольский район)
Новоаврамовка (укр. Новоаврамівка) — село,
Новоаврамовский сельский совет,
Хорольский район,
Полтавская область,
Украина.
Код КОАТУУ — 5324884201. Население по переписи 2001 года составляло 1064 человека.
Является административным центром Новоаврамовского сельского совета, в который, кроме того, входят сёла Малая Поповка и Поповка.

## Географическое положение
Село Новоаврамовка находится на левом берегу реки Хорол, выше по течению на расстоянии в 0,5 км расположено село Ковали, ниже по течению на расстоянии в 3 км расположено село Поповка, на противоположном берегу — село Староаврамовка. Река в этом месте извилистая, образует лиманы, старицы и заболоченные озёра. Через село проходит автомобильная дорога Т-1715.

## История
- Возникло в конце XVIІ — начале XVIII веков как село Усова Аврамовка.
- Первое упоминание относится к 1775 году.
- Вознесенская церковь известна с 1779 года[2]
- С 1787 года село называют Новая Аврамовка.
- Имеется на карте 1812 года[3]

## Экономика
- «Червона Зирка», сельскохозяйственный ПК.
- Новоаврамовский кирпичный завод.

## Объекты социальной сферы
Образовательные учреждения села — Новоаврамовская гимназия и детский сад «Барвинок».
В Новоаврамовке с 1958 года работает краеведческий музей, открывшийся одним из первых на Полтавщине.

## Достопримечательности
- Памятник БМ-13 на базе ЗИЛ-157[7]

## Известные жители и уроженцы
- Мовчан, Иван Маркович (1915—1985) — Герой Социалистического Труда.